# Eselswolfsmilch-Glasflügler
Der Eselswolfsmilch-Glasflügler (Chamaesphecia tenthrediniformis) ist ein Schmetterling aus der Familie der Glasflügler (Sesiidae). 

## Merkmale
Die Falter erreichen eine Flügelspannweite von 12 bis 21 Millimetern. Die Fühler sind außen gelb, auf der Stirn fehlt eine weiße Umrandung vor den Augen. Bei den Männchen sind die Labialpalpen büschelig behaart. Im Apikalbereich der Vorderflügel befinden sich deutliche gelbe Flecke. Die hinteren Schienen (Tibien) sind distal mit einem schwarzen Ring gezeichnet. Auf den Segmenten zwei, vier und sechs des Abdomens befinden sich schmale weiße Ringe und mehr oder weniger scharf gezeichnete gelbe Ringe. Eine Gelbfärbung findet man auch häufig auf anderen Segmenten. Die äußeren durchsichtigen Bereiche des Flügels sind normalerweise höher als breit und bestehen aus vier Zellen. Zwischen den Adern R3 und R4 befindet sich ein deutlicher gelber Fleck. Der longitudinal gelegene transparente Bereich ist reduziert oder fehlt bei den Weibchen ganz.

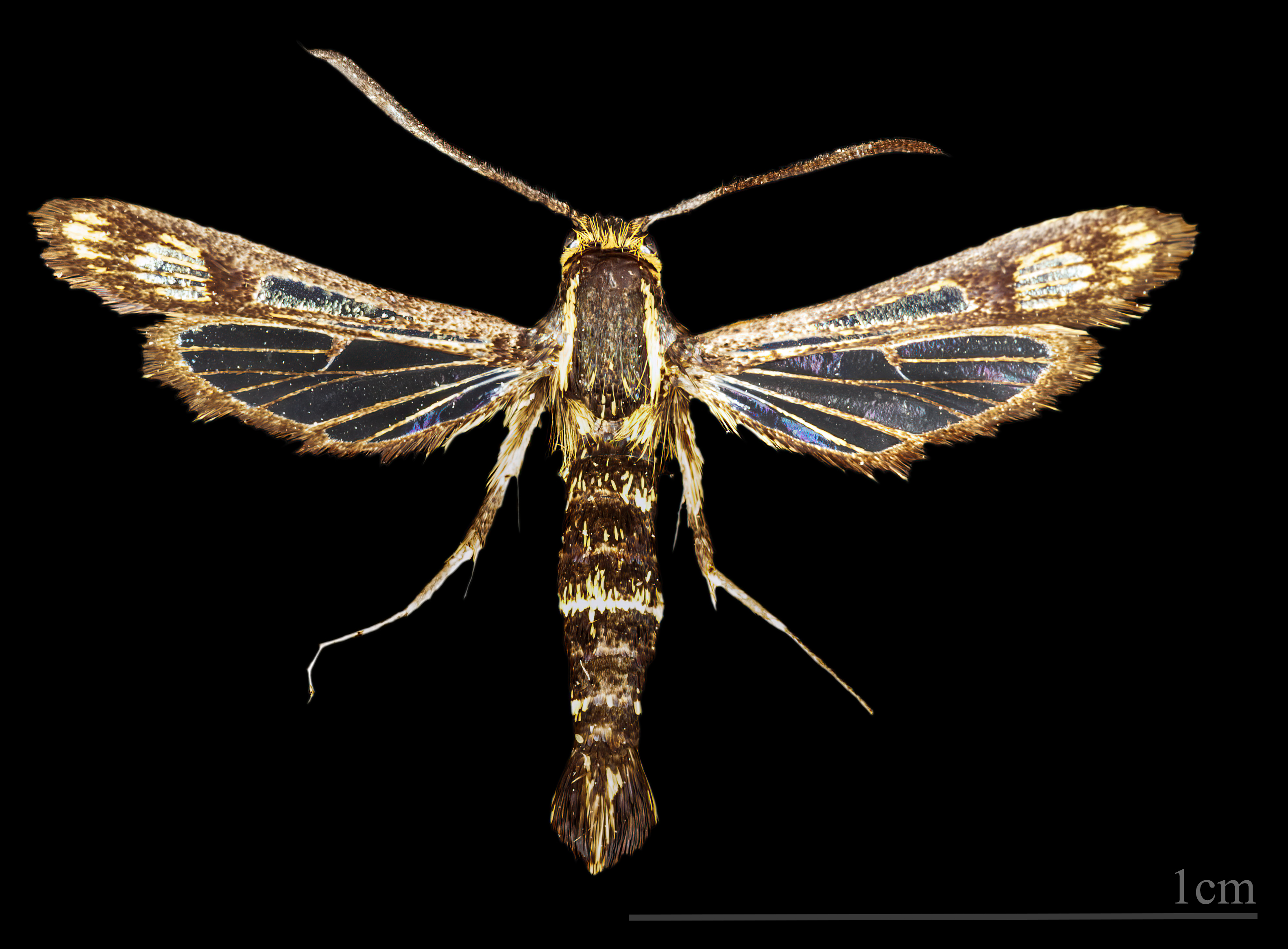
♂
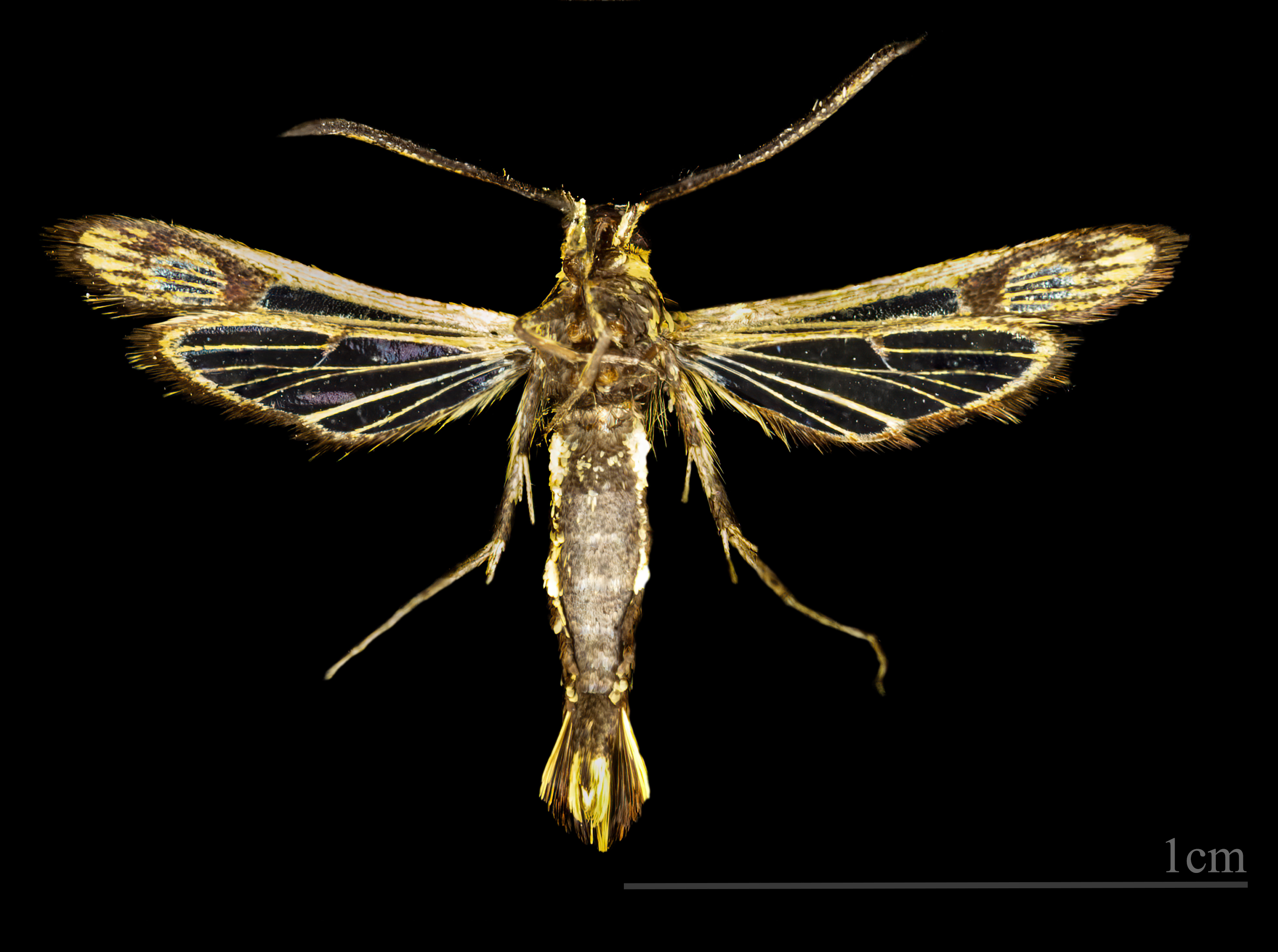
♂ △

### Ähnliche Arten
Die Art bildet zusammen mit dem Zypressenwolfsmilch-Glasflügler (Chamaesphecia empiformis (Esper, 1783)) und Chamaesphecia hungarica (Tomala, 1901) eine Artengruppe, deren Vertreter nur schwer voneinander zu unterscheiden sind.

## Vorkommen
Der Eselswolfsmilch-Glasflügler ist in der Paläarktis beheimatet und kommt nur vereinzelt vor.  Sein Verbreitungsgebiet reicht von der Iberischen Halbinsel über Frankreich, Deutschland, Tschechien, die Slowakei und Ungarn über die Balkanhalbinsel in den Osten der Türkei und erstreckt sich von dort über Transkaukasien und den Süden Russlands weiter bis zum Baikalsee. Man findet die Art an mesophilen, grasbewachsenen Stellen, Straßenrändern, Flussufern, Deichen, Waldrändern und Weiden.

## Lebensweise
Die Weibchen legen die Eier einzeln an Blättern oder der Stängelbasis der Wirtspflanze ab. Die Larven leben einzeln im Wurzelstock der Esels-Wolfsmilch (Euphorbia esula). Bei ausreichend großen Wurzelstöcken wurden bis zu drei Larven in einer Pflanze festgestellt. Weitere Wirtspflanzen sind die Weidenblättrige Wolfsmilch (Euphorbia salicifolia) und die Rutenförmige Wolfsmilch (Euphorbia virgata).
Die Larven sind im Herbst in den meisten Fällen erwachsen und legen zur Verpuppung im oberen Teil des Wurzelstocks entweder einen Kokon oder eine kurze Gespinströhre an. Nur wenige Larven früherer Larvenstadien überwintern, um ihre Entwicklung im Frühjahr zu vollenden. Die Falter wurden bei der Nektarsuche vor allem an der Eselswolfsmilch beobachtet, daneben aber auch an Magerwiesen-Margerite (Leucanthemum vulgare) und Wiesen-Labkraut (Galium mollugo). Die Falter sind im Gegensatz zu Ch. empiformis nicht scheu.

### Flug- und Raupenzeiten
Der Eselswolfsmilch-Glasflügler bildet eine Generation im Jahr, die im Mai fliegt (Baden-Württemberg). In Norddeutschland verschiebt sich der Zeitraum um etwa einen Monat.

## Systematik
Denis und Schiffermüller beschrieben 1775 Sphinx tenthrediniformis als eine Glasflüglerart aus Österreich. Von Esper wurde 1783 eine weitere Art aus Österreich beschrieben: Sphinx empiformis. Die schwierige Differenzierung beider Arten führte in späteren Jahren dazu, dass beide Taxa als artgleich betrachtet und synonymisiert wurden. Entgegen dem Prioritätsprinzip wurde später häufig dem jüngeren Namen der Vorzug gegeben. Inzwischen konnte bewiesen werden, dass es sich um zwei verschiedene Arten handelt, bei denen sich die männlichen Falter gut unterscheiden lassen; bei den Weibchen ist dies dagegen schwierig. Heute geht man davon aus, dass sich Ch. empiformis in der Zypressen-Wolfsmilch (Euphorbia cyparissias) und Ch. tenthrediniformis in der Esels-Wolfsmilch (Euphorbia esula) entwickelt.

### Synonyme
Folgend Synonyme sind bekannt:
- Sphinx tenthrediniformis Denis & Schiffermüller, 1775
- Sesia taediiformis Freyer, 1836

## Gefährdung und Schutz
Der Eselswolfsmilch-Glasflügler wird in der Roten Liste Deutschlands als „stark gefährdet“ (Kategorie 2) eingestuft. In einigen Bundesländern gilt die Art als „vom Aussterben bedroht“ (Kategorie 1). In Baden-Württemberg besiedelt die Art ausschließlich die flussseitigen Dämme des Rheins. Die Standorte der Wirtspflanze sind dabei störenden Einflüssen wie Hochwasser, Steinschüttungen, Verbuschung, Trittbelastung usw. ausgesetzt. Der Einfluss des Hochwassers ist noch nicht abschließend geklärt.